# Ngọc Chánh
Ngọc Chánh là một xã thuộc huyện Đầm Dơi, tỉnh Cà Mau, Việt Nam.

## Địa lý
Xã Ngọc Chánh nằm ở phía nam huyện Đầm Dơi, có vị trí địa lý:
- Phía đông giáp xã Nguyễn Huân và xã Tân Dân
- Phía tây giáp xã Quách Phẩm Bắc
- Phía nam giáp xã Thanh Tùng
- Phía bắc giáp xã Tân Duyệt.

Xã Ngọc Chánh có diện tích 42,32 km², dân số năm 2022 là 13.688 người, mật độ dân số đạt 323 người/km².

## Hành chính
Xã Ngọc Chánh được chia thành 7 ấp: Hiệp Hòa, Hiệp Hòa Tây, Nam Chánh, Phú Hiệp, Tân Hùng, Tấn Ngọc, Tấn Ngọc Đông.

## Lịch sử
Ngày 5 tháng 9 năm 2005, Chính phủ ban hành Nghị định số 113/2005/NĐ-CP về việc thành lập xã Ngọc Chánh trên cơ sở 5.303,76 ha diện tích tự nhiên và 11.023 nhân khẩu của xã Thanh Tùng.